# Cyamus erraticus
Cyamus erraticus är en kräftdjursart som beskrevs av Roussel de Vauzème 1834. Cyamus erraticus ingår i släktet Cyamus och familjen vallöss. Inga underarter finns listade i Catalogue of Life.